# Dorian Schoonderwoerd
Dorian Schoonderwoerd (november 1973) is een Nederlands langebaanschaatsster. 
In 2000 nam Schoonderwoerd deel aan de NK Afstanden op de 1000 meter.

## Records

### Persoonlijke records[2]
| Afstand      | Tijd     | Datum         | Baan       |
| ------------ | -------- | ------------- | ---------- |
| 500 meter    | 43,34    | 19 maart 1999 | Calgary    |
| 1000 meter   | 1.24,18  | 20 maart 1999 | Calgary    |
| 1500 meter   | 2.08,25  | 21 maart 1999 | Calgary    |
| 3000 meter   | 4.29,29  | 19 maart 1999 | Calgary    |
| 5000 meter   | 7.42,54  | 20 maart 1999 | Calgary    |
| 10.000 meter | 16.51,80 | 23 maart 1994 | Heerenveen |